# 追龍番外篇之龍爭虎鬥
《追龍番外篇之龍爭虎鬥》（英語：Extras for Chasing The Dragon）是一部2023年中國大陆网络电影，2020年網絡電影《追龍番外篇之十億探長》的續集。电影由姜國民执导，王晶编剧，陳小春、王浩信领衔主演，徐冬冬、鄭則仕、雲千千主演，2022年拍攝，並在2023年1月14日在愛奇藝雲影院獨家上映。

## 劇情
總華探長徐樂（王浩信 飾）為統一所有的黃賭毒，吩咐手下豬油仔把所有的黑錢按分配，來建造一個黑金帝國。徐樂因把大毒販肥波（鄭則仕 飾）的毒品掃光，而被貪污探長文雄要求收錢並交還毒品，徐樂拒絕並把錢丟掉了，後期徐樂得知是肥波的毒品才前往談判。談判期間突然有一個混混衝了進來，他威脅肥波如果不放走大威就殺死其，肥波逼於無奈只好放人。那個混混是潮汕人伍國豪（陳小春 飾），徐樂看中其的身手，並打算利用其牽制四大家族。徐樂妻子白珍妮亦被徐樂奉命由阿豪及大威保護。在一次打鬥中，阿豪為保護白珍妮而犧牲自己的右腿，自此殘障，被戲稱為「跛豪」。徐樂與跛豪正式開始一起合作，樂協助跛豪成為香港第一大毒梟，並成為四大家族之首，各自主導黑白兩道。然而，廉政公署成立了，徐樂透過跛豪妻子鄭敏貞來勸跛豪離開，但跛豪不肯，並認為徐樂擋礙自己的毒品生意，自此，兩兄弟開始產生分歧...

## 角色
| 演員   | 角色   | 粵語配音                  | 關係暱稱 |
| ------ | ------ | ------------------------- | --- |
| 陳小春 | 伍國豪 | 陳小春 （部分配音：大奔） | 跛豪 1950年代末中國大陸大飢荒時逃亡香港，後從事販毒，漸成黑幫頭子 徐樂的兄弟，被其利用，在廉政公署成立後起產生分歧 在一次事件中為保護白珍妮而跛了一腳，在白珍妮死後接管白家事業成為四大家族之一 後在喪禮的時侯被廉政公署逮捕。 原型為吳錫豪 |
| 王浩信 | 徐樂   | 王浩信                    | 樂哥 總華探長 白珍妮之丈夫 白老三之女婿 伍世豪的兄弟，並利用其，但在廉政公署成立後起產生分歧 文雄之天敵 和伍國豪在鄭敏貞的葬禮上攤牌後因廉政公署包圍，而和兒子逃亡 原型為呂樂                                                               |
| 徐冬冬 | 白珍妮 | 李婧菱                    | 徐樂妻子 替四大家族之一的父親白老三接管生意三年 後被肥波在獄中命手下僱用的殺手在車上放上炸彈炸死 |
| 鄭則仕 | 吳振波 | 鄭則仕                    | 毒梟，綽號肥波 結交文雄，欲頂替白老三成為四大家族之一 後被自己情婦害至被捕，在獄中僱用的殺手在車上放上炸彈炸死白珍妮，出獄後成四大家族之一 前往泰國遊說當地製毒者意圖代替伍國豪的位置時，被趕來的伍國豪槍殺身亡。 原型為吳振坤              |
| 雲千千 | 鄭敏貞 | 彭師欣                    | 徐樂在多年前的情人，在多年前因白老三不批准和徐樂結婚，而其被手下離開香港 被伍國豪喜歡，最後和伍國豪結婚 在找徐樂挽救伍國豪時滑手而墮樓身亡。                                                                                                |
| 林子善 | 豬油仔 | 林子善                    | 徐樂之下屬 在多年前被白老三威脅欺騙徐樂鄭敏貞已被放火燒死 後來在喪禮上被廉政公署逮捕。 |
| 何浩文 | 大威   | 何浩文                    | 伍國豪之手下，後為徐樂和白珍妮的手下 一次因借肥波的錢不還而被其冤枉偷錢 |
| 趙奔   | 潮州粥 | 趙奔                      | 四大家族之一，性格多嘴 後被因揚言要剷除徐樂而被伍國豪活生生地打死 |
| 李嘉   | 文雄   | 陳志榮                    | 貪污探長 徐樂之天敵 和肥波合作，後反目 目標與其消滅白珍妮的地盤 後來在鄭敏貞的喪禮上被廉政公署逮捕。 原型為顏雄 |
| Farid  | 高拔   | 陳鎮宇                    | 總警司 徐樂上司，與其同流合污 縱橫黑白兩道的總警司 |
| 尹揚明 | 白老三 | 不適用                    | 白珍妮父親 四大家族之一，扶持徐樂做上探長 在本片開始時交代已經意外身亡 |

## 備註
1. ↑  角色全名於監獄衣服上表明
2. ↑  相隔32年，鄭則仕再度演繹在1991年電影《跛豪》中飾演的角色肥波。
3. ↑  鄭則仕於本片前作《追龍番外篇之十億探長》中飾演另一角色牛俊雄。
4. ↑  文雄一角於本片前作《追龍番外篇之十億探長》中，由周俊偉飾演。

## 外部連結
- 豆瓣电影上《追龍番外篇之龍爭虎鬥》的資料 （简体中文）